# 22190 Stellakwee
22190 Stellakwee è un asteroide della fascia principale. Scoperto nel 1960, presenta un'orbita caratterizzata da un semiasse maggiore pari a 2,8576551 UA e da un'eccentricità di 0,0765666, inclinata di 16,78840° rispetto all'eclittica.